# Ichijo Nobutatsu
Ichijō Nobutatsu (Japans: 一条信龍) (1539 - 1582) was een samoerai uit de late Sengoku-periode. Hij was een jongere broer van Takeda Shingen en verwierf faam als een van diens Vierentwintig generaals. Hij vocht onder meer mee in de slag bij Nagashino (1575).

Akiyama Nobutomo · Amari Torayasu · Anayama Nobukimi · Baba Nobuharu · Hara Masatane · Hara Toratane · Ichijo Nobutatsu · Itagaki Nobukata · Kosaka Masanobu · Naito Masatoyo · Obata Masamori · Obata Toramori · Obu Toramasa · Oyamada Nobushige · Saigusa Moritomo · Sanada Nobutsuna · Sanada Yukitaka · Tada Mitsuyori · Takeda Nobukado · Takeda Nobushige · Tsuchiya Masatsugu · Yamagata Masakage · Yamamoto Kansuke · Yokota Takatoshi